# Pyramide de Seïlah

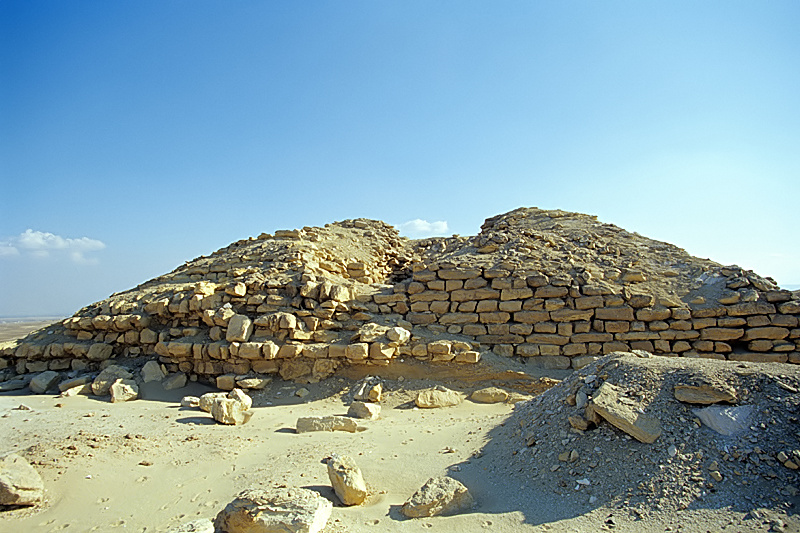
Face nord de la pyramide de Seïlah.

La pyramide de Seïlah est une pyramide provinciale située à Seïlah, en Égypte. Elle a été découverte en 1889/1890 par Flinders Petrie et revisitée en 1898 par Ludwig Borchardt.
La pyramide de Seïlah fait structurellement partie d'un groupe de sept petites pyramides à degrés très semblables les unes aux autres, avec la pyramide d'Edfou-Sud, la pyramide d'Éléphantine, la pyramide d'Al-Koula, la pyramide de Nagada, la pyramide de Zaouiet el-Meïtin et la pyramide de Sinki. Ces pyramides ont toutes été construites loin des grands centres de l'Égypte et on sait très peu de choses à leur sujet.
La pyramide de Seïlah se situe dans la région du Fayoum, sur un affleurement entre l'oasis du Fayoum et la vallée du Nil.

## Description
La pyramide mesure environ vingt-cinq mètres sur chaque côté et atteint aujourd'hui une hauteur de 6,5 / 6,8 m. Elle n'est pas exactement orientée vers les directions cardinales, mais diverge de 12° vers le nord-ouest. La raison de cette orientation particulière est que, comme les pyramides d'Éléphantine, de Naqada et de Saufet el-Meitin, la structure était orientée de manière à être parallèle au cours du Nil, ce qui aurait été difficile à réaliser étant donné la grande distance de la pyramide par rapport au fleuve. À l'origine, la pyramide comportait quatre degrés et enfermait un noyau intérieur. Le matériau de construction était du calcaire local, et un mélange de boue du Nil et de sable était utilisé comme mortier. Il ne semble pas y avoir eu de chambre funéraire.

## Construction et fonction
En 1987, des fragments d'une table d'offrande, deux stèles et les vestiges d'une chaussée ont été découverts sur le côté est de la pyramide. Une des stèles portait le cartouche de Snéfrou, permettant ainsi d'attribuer le monument à ce pharaon.
La structure en degrés ainsi que la maçonnerie en lits de pierres inclinés indiquent que cet édifice fut très probablement antérieur aux autres pyramides érigées par Snéfrou : les pyramides de Meïdoum, rhomboïdale et rouge.
L'objectif de la structure reste incertain. Jean-Philippe Lauer a suggéré qu'il pourrait s'agir de la tombe originale de la reine Hétep-Hérès Ire, mais cela est peu probable étant donné l'absence de chambre funéraire. Les égyptologues considèrent généralement que le groupe de sept pyramides à degrés mentionné ci-dessus était un projet unifié, mais ils ne sont pas parvenus à un accord sur l'objectif de ce groupe. Différents chercheurs ont suggéré qu'il s'agissait de représentations du monticule primitif, de symboles de l'unité politique et religieuse de l'Égypte ou de monuments commémorant les épouses royales.